# رالینگن
رالینگن (به آلمانی: Ralingen) یک شهر در آلمان است که در Trier-Land واقع شده‌است. رالینگن ۲٬۰۴۵ نفر جمعیت دارد.